# Boris Holz-Tetzlaff
Boris Holz-Tetzlaff (* 21. Januar 1990 als Boris Tetzlaff) ist ein österreichischer Mountainbiker, der sich auf die Disziplin Downhill spezialisiert hat.

## Sportlicher Werdegang
Mit dem Mountainbikesport begann Holz-Tetzlaff in Schladming, ab dem Alter von 14 Jahren bestritt er internationale Rennen. Als Junior galt er als großes Talent im Downhill: 2007 wurde er nationaler Meister und Vizeeuropameister im Downhill der Junioren. In der Saison 2008 konnte er beide Erfolge wiederholen, wobei seine Zeit bei den nationalen Meisterschaften für den Titel in der Elite gereicht hätte. 2009 wurde er auf Anhieb Österreichischer Staatsmeister in der Elite. Danach stand er noch mehrfach auf dem Podium der nationalen Meisterschaften, der Titel von 2009 blieb jedoch sein letzter zählbarer Erfolg. International konnte er sich in der Elite nicht durchsetzen, seine beste Platzierung im Weltcup war ein 16. Platz noch aus der Saison 2008 in Schladming, bei den Weltmeisterschaften Platz 24 in der Saison 2012 sowie bei den Europameisterschaften Platz 10 in der Saison 2013.
Nach der Geburt seiner Tochter zog sich Holz-Tetzlaff aus dem Profisport zurück, blieb jedoch weiterhin im Downhill sowie im Enduro – vorrangig auf nationaler Ebene – aktiv. Ende 2022 heiratete er und wird seitdem unter seinem aktuellen Namen geführt. 2023 stand er als Zweiter erneut auf dem Podium der nationalen Meisterschaften im Downhill.

## Ehrungen
Holz-Tetzlaff wurde 2008 – noch für seine Leistungen als Junior – zum Radsportler des Jahres in Österreich gewählt. Dem durch die Experten-, Prominenten- und Medienjury gewählten Bernhard Kohl wurde die Ehrung aufgrund seiner Dopingvergehen aberkannt. Daraufhin wurde die Wahl wiederholt, wobei die Fans in einem Internetvotum entscheiden durften und Holz-Tetzlaff dank der Unterstützung durch die MTB-Community die meisten Stimmen erhielt.

## Erfolge
2007
- Österreichische Staatsmeister – Downhill (Junioren)
- Europameisterschaften – Downhill (Junioren)

2008
- Österreichische Staatsmeister – Downhill (Junioren)
- Europameisterschaften – Downhill (Junioren)

2009
- Österreichische Staatsmeister – Downhill